# 维克托·罗西
维克托·罗西（德語：Viktor Rossi，1968年10月31日—），瑞士政治人物，绿色自由党党员，于2019年5月1日担任瑞士聯邦副秘書長。2023年12月13日，他当选新一任瑞士聯邦秘書長，2024年1月1日就职，接任瓦尔特·图恩赫尔。